# Савиџ (Мериленд)
Савиџ (енгл. Savage) насељено је место без административног статуса у америчкој савезној држави Мериленд.

## Демографија
По попису из 2010. године број становника је 7.054.
| Група             | 2000.    | 2010.         |
| Белци             | 0 (0,0%) | 3.573 (50,7%) |
| Афроамериканци    | 0 (0,0%) | 1.988 (28,2%) |
| Азијати           | 0 (0,0%) | 661 (9,4%)    |
| Хиспаноамериканци | 0 (0,0%) | 565 (8,0%)    |
| Укупно            | 0        | 7.054         |